# فرودگاه منطقه‌ای ژولیت
فرودگاه منطقه‌ای ژولیت (به انگلیسی: Joliet Regional Airport) یک فرودگاه همگانی ۲۵۰۰۰ با کد یاتا JOT است . این فرودگاه در کشور ایالات متحده آمریکا قرار دارد و در ارتفاع ۱۷۷ متری از سطح دریا واقع شده‌است.